# Raffaella Curiel
Raffaella Curiel, pseudonimo di Raffaella Bettinelli (Gardone Riviera, 9 gennaio 1943), è una stilista italiana.

## Biografia
Viene introdotta al mestiere nell'attività di famiglia, una sartoria milanese di proprietà della madre Gigliola (1919-1969), che divenne un centro di moda molto importante negli anni cinquanta e sessanta, e segue anche la scuola francese di Pierre Balmain. È attiva nel campo della moda dagli anni settanta. Nel 1992 Curiel ha aperto uno showroom a New York e dal 1996 è presente anche in Giappone. È affiancata nell'attività dalla figlia, anch'essa di nome Gigliola, dal 1993.
Nei suoi lavori Curiel riprende grandi personaggi della letteratura e dell'arte, guadagnandosi il soprannome di "intellettuale della moda italiana".
È stata insignita di diversi riconoscimenti, fra cui Cavaliere di Gran Croce, Ambrogino d'oro, Medaglia d'oro della città di Milano e Medaglia d'oro della città di Roma, Lupa di bronzo dal comune di Roma quale ambasciatrice della moda nel mondo,  premio Rosa Camuna e San Giusto d'Oro nel 2005, oltre a diversi altri.
Raffaella Curiel è impegnata in campo sociale per diverse organizzazioni come il Centro bambini affetti da sindrome di Down di Bruno Lucisano e la Lega Italiana per la Lotta ai Tumori. Ha fondato la Lega Lombarda per la lotta contro la droga, collabora con la Croce Rossa di Milano ed è attiva nell'ambito dell'assistenza agli anziani. Nel 2004 ha coinvolto nel suo lavoro le detenute del carcere di San Vittore e si è anche dedicata, assieme a Girolamo Sirchia, alla promozione delle donazioni di sangue.
Nel febbraio 2017 Raffaella Curiel insieme a sua figlia Gigliola, braccio destro della stilista, inaugura un nuovo atelier di alta moda a Milano, in via Monte Napoleone 13, al primo piano di un palazzo settecentesco, lasciando definitivamente la sede storica di via Matteotti aperta nel 1969.
Dopo aver ceduto nel  2016 il marchio al colosso cinese dell'abbigliamento Red Stone, insieme all'intero archivio della maison fondata dalla madre Gigliola, la stilista affida il compito a Zhao Yizheng, pioniere nella diffusione del Made in Italy in Oriente, per un rilancio del marchio a livello internazionale, e si concentra unicamente sul nuovo atelier e sull'alta sartoria, con la creazione di nuovi modelli realizzati nello specifico per la nuova sede. Il nuovo atelier di circa 250m² accoglie la clientela attraverso un percorso storico con un'esposizionefotografica di celebri modelli Curiel creati nel decennio che va dagli anni Cinquanta agli anni Sessanta, fino ad arrivare al primo piano, sede di uffici e showroom. Il secondo piano è invece adibito a laboratorio e ufficio stile.